# Rue d'Ancin
La rue d'Ancin est une voie piétonne de Nantes, dans le département français de la Loire-Atlantique.

## Situation et accès
Située dans le centre-ville de Nantes, la rue d'Ancin relie le quai de la Fosse à la rue de l'Héronnière. Ruelle étroite, pavée et dotée d'un caniveau central, elle comporte de nombreuses marches et n'est pas ouverte à la circulation automobile. Son histoire est associée à la prostitution dans l'ancien quartier chaud du port de Nantes, du XVIIe siècle jusqu'au milieu du XXe siècle.

## Origine du nom
La rue porte le nom d'une maison citée dans de nombreux actes. Il s'agirait en réalité de la déformation du nom de propriétaire de cet immeuble, Louis Danssainct, qui le fit construire au XVIIIe siècle et qui fut détruit par les bombardements de Nantes de 1943. D'ailleurs la partie du quai de la Fosse où aboutit la rue fut un temps baptisé « quai d'Ansain ».

## Historique
L'activité du port de Nantes gagne le site de la Fosse, sur la rive droite de la Loire, dès le Moyen Age, entraînant la création d'un nouveau faubourg. Les trafics progressent fortement au milieu du XVIIe siècle avec l'ouverture du port sur les marchés coloniaux et  l'importation de sucre.
À partir du XVIIIe siècle, les armateurs enrichis se font construire des hôtels particuliers le long du quai tandis que le coteau à l'arrière, longtemps occupé par des vignes et des terres agricoles (« tenues »), est peu à peu urbanisé.
Le quartier de la Fosse ainsi formé est constitué d'un dédale de ruelles incluant la rue d'Ancin, dont les escaliers relient le quai à la ville haute. Le petit peuple du port y vit caché dans de modestes habitations qui forment le quartier réservé où se développent à partir du milieu du XIXe siècle les « maisons de tolérance », que les marins et bateliers de Loire surnomment poétiquement les « maisons de dentelle ».
Ces « maisons closes » sont répertoriées et réglementées par la municipalité qui circonscrit la prostitution à trois venelles en pente entre les années 1930 et 1940 : les rues d'Ancin, des Trois-Matelots et des Marins, constituant le « triangle merveilleux », auquel s'ajoute la rue Falconet, ruelle en impasse. La rue d'Ancin est notamment l'adresse des établissements l'Arc-en-ciel, l'Eden, A la patte de chat, l'Aéroplane, le Moulin Rouge ou le Vert Galant, allusion au surnom du roi Henri IV, signataire de l'Édit de Nantes, également qualifié « de tolérance ».
Pendant la Seconde guerre mondiale, la ville compte 14 établissements. Ils sont strictement réservés à la Wehrmacht pendant l'Occupation. Certains sont consacrés aux militaires du rang et aux sous-officiers, tandis que d'autres n'admettent que les officiers. Le quartier est durement frappé par les bombardements des 16 et 23 septembre 1943, entraînant de nombreuses destructions mais épargnant relativement la rue d'Ancin, de nos jours la mieux préservée des trois rues.
Treize établissements sont encore en activité à Nantes quand la loi Marthe Richard du 13 avril 1946 abolit le régime de la prostitution réglementée en France, entraînant l'interdiction des maisons closes et consécutivement, leur fermeture.

## Bâtiments remarquables et lieux de mémoire

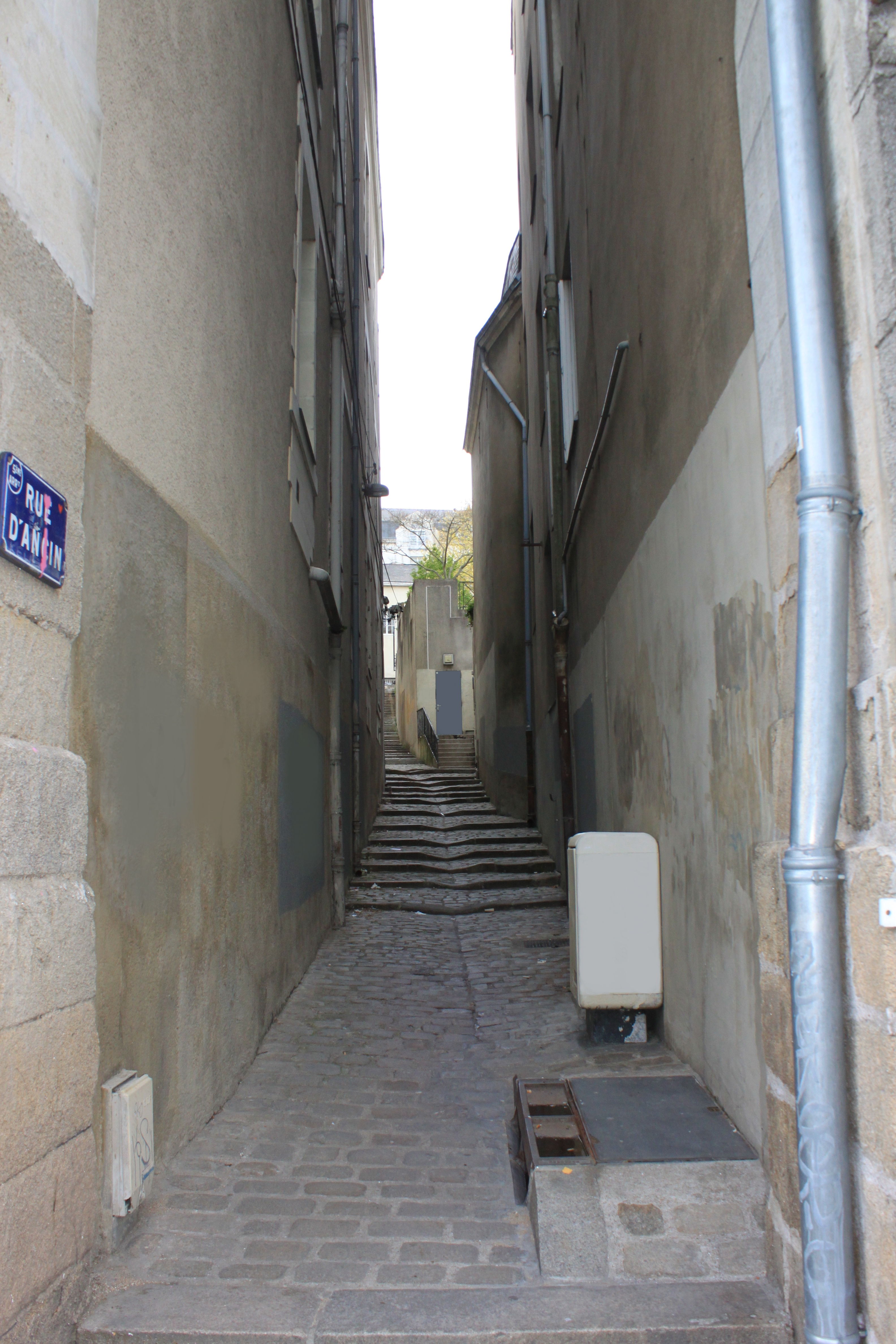
Ruelle et ses marches dans le sens de la montée
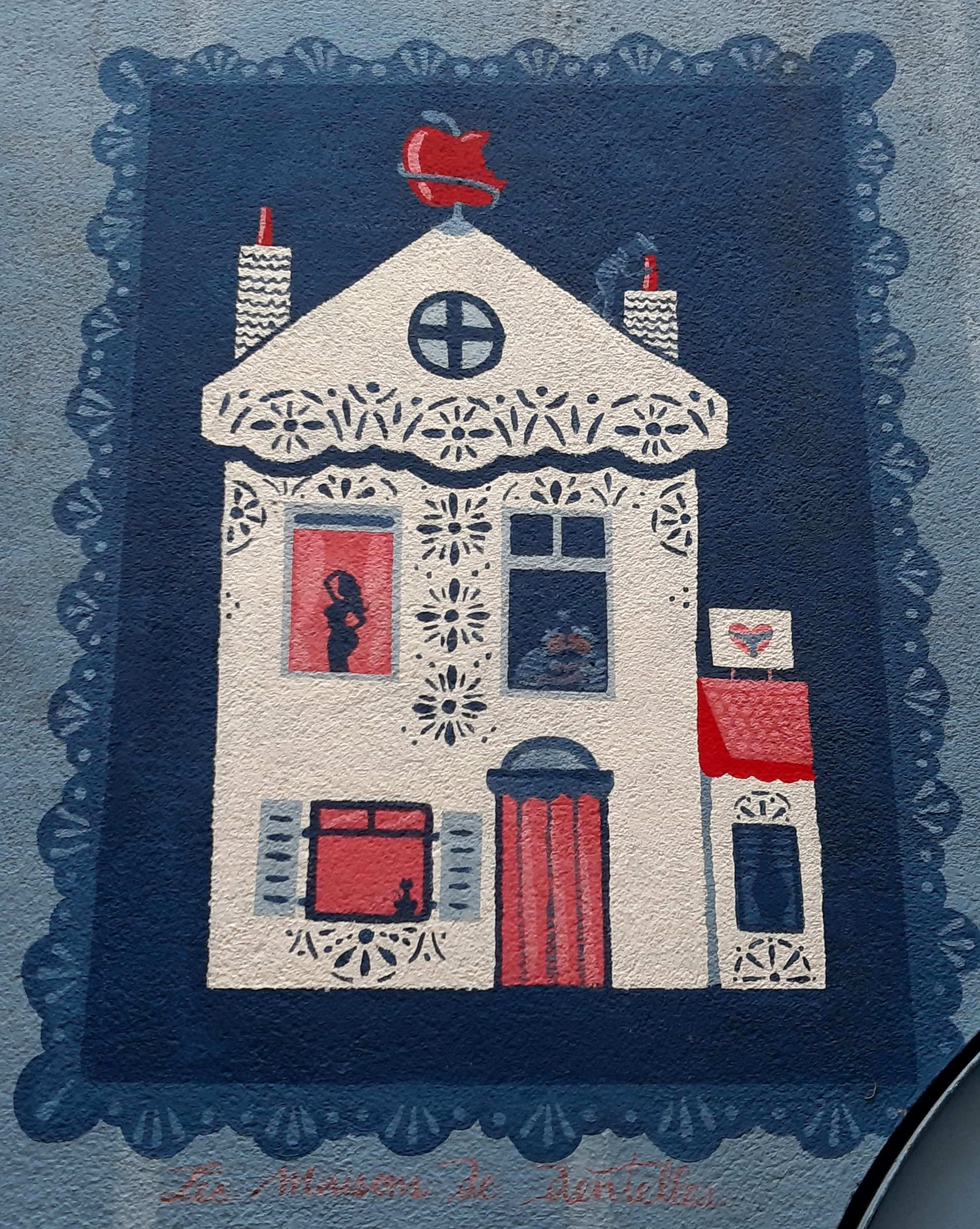
Fresque réalisée en 2018 par des élèves du pôle Arts graphiques du lycée de la Joliverie, évoquant les maisons de dentelle d'antan
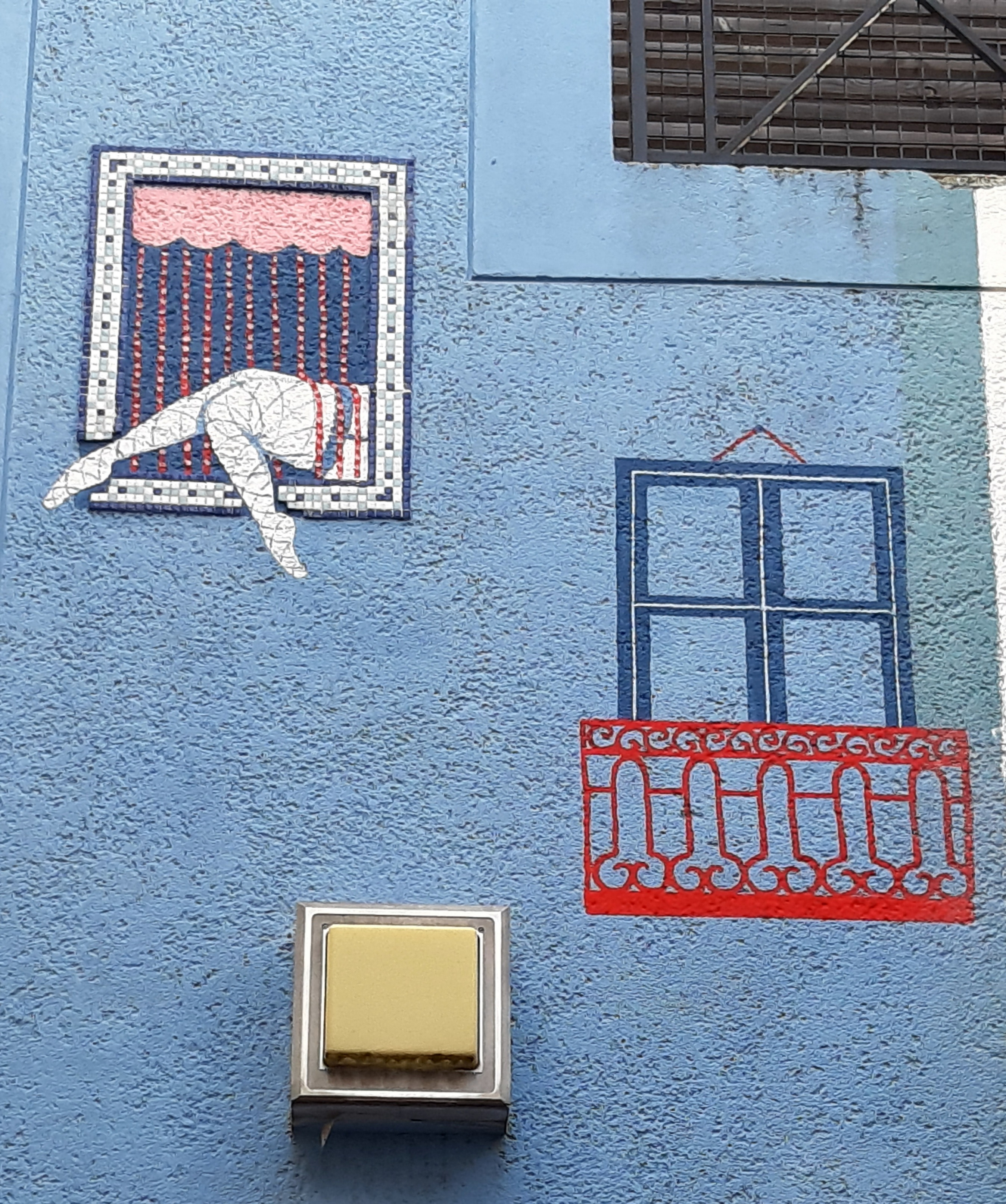
La fresque reprend la forme phallique de balcons du centre-ville de Nantes.
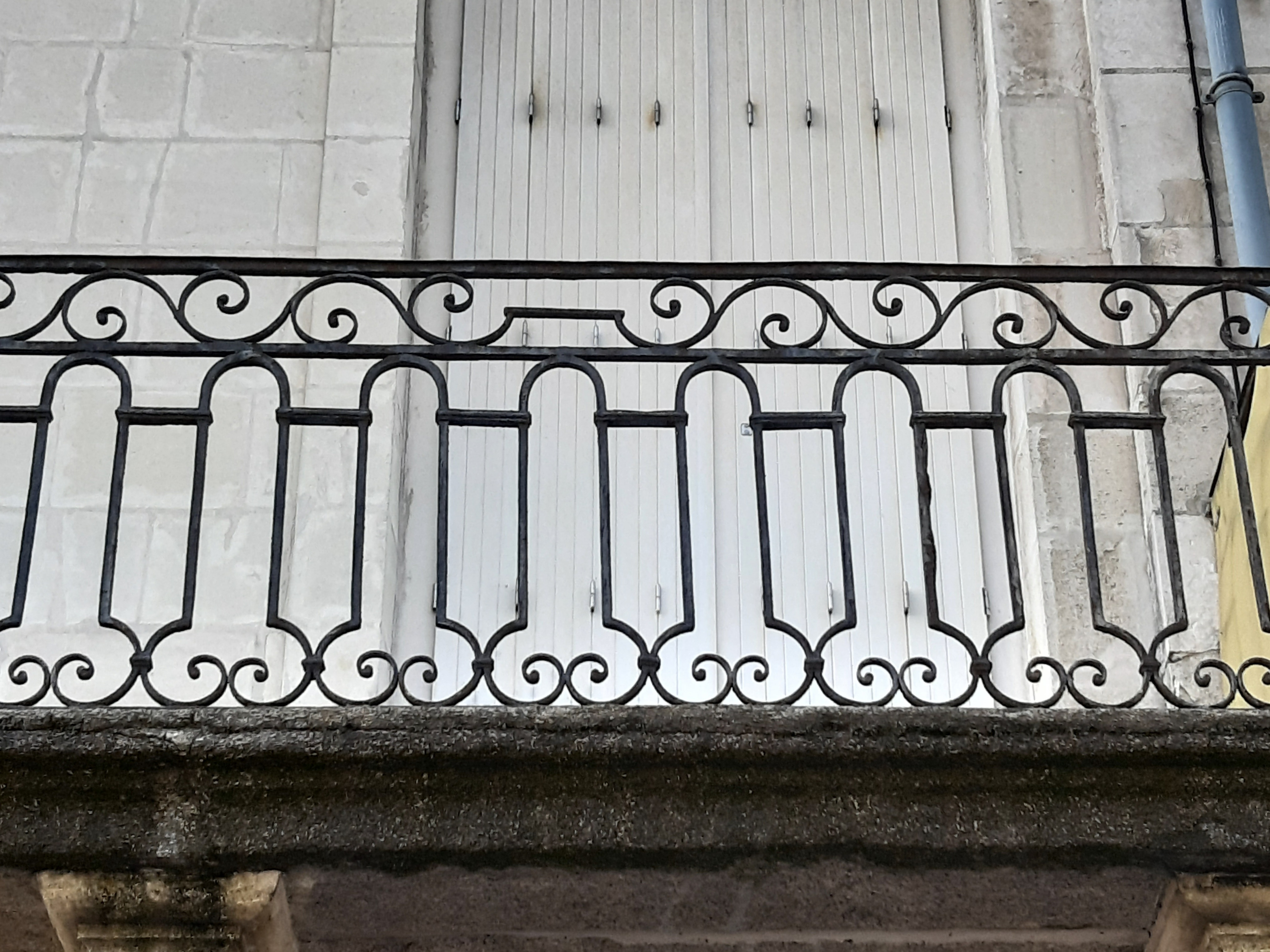
Balcon forgé à forme phallique au 68 quai de la Fosse. L'hypothèse selon laquelle cela signale la présence d'anciens lupanars n'est pas attestée[10].